# Godsmack (álbum)
Godsmack é o álbum de estreia não-independente da banda Godsmack, lançado em 25 de Agosto de 1998. O gênero do álbum é Heavy metal e Hard rock. O tempo de duração de todas as músicas do disco é de 55 minutos de 5 segundos. Antes de lançar o Godsmack, a banda Godsmack lançou o All Wound Up, em 1998. E depois do lançamento do Godsmack a banda lançou o disco Awake em 2000.

## Faixas
| N.º | Título              | Compositor(es)       | Duração |  |
| 1.  | "Moon Baby"         | Erna                 | 4:23    |  |
| 2.  | "Whatever"          | Erna/Rombola         | 3:26    |  |
| 3.  | "Keep Away"         | Erna                 | 4:50    |  |
| 4.  | "Time Bomb"         | Erna                 | 3:59    |  |
| 5.  | "Bad Religion"      | Erna/Stewart         | 3:13    |  |
| 6.  | "Immune"            | Erna/Merrill/Rombola | 4:50    |  |
| 7.  | "Someone in London" | Rombola              | 2:03    |  |
| 8.  | "Get Up, Get Out!"  | Erna                 | 3:29    |  |
| 9.  | "Now or Never"      | Erna                 | 5:06    |  |
| 10. | "Stress"            | Erna                 | 5:03    |  |
| 11. | "Situation"         | Erna/Merrill         | 5:47    |  |
| 12. | "Voodoo"            | Erna/Merrill         | 4:38    |  |

- A faixa "Voodoo" contém uma faixa escondida conhecida como "Witch Hunt" - 2:24

## Certificações
| País           | Vendas     | Data da certificação | Certificação |
| -------------- | ---------- | -------------------- | ------------ |
| Estados Unidos | 4.000.000+ | 12 de abril, 2001    | 4× Platina   |

Godsmack recebeu quatro discos multi-platina pela Recording Industry Association of America, o que significa que foram vendidas mais de 4.000.000 unidades somente nos Estados Unidos, fazendo-o o primeiro álbum de estúdio da banda a receber disco de platina, e o álbum da banda mais bem sucedida até atualmente.